# Lyn

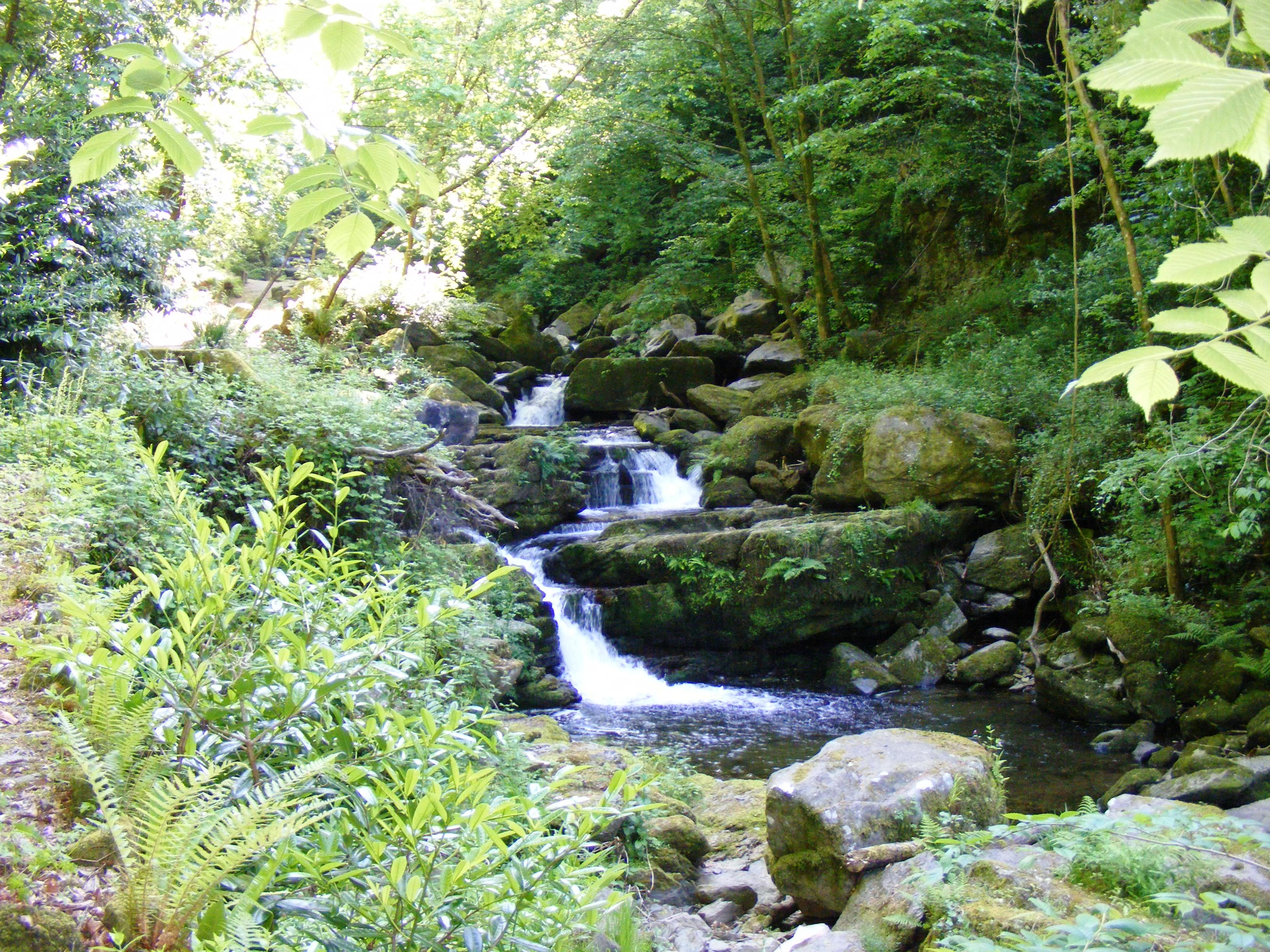
Wąwóz Glen Lyn na rzece West Lyn

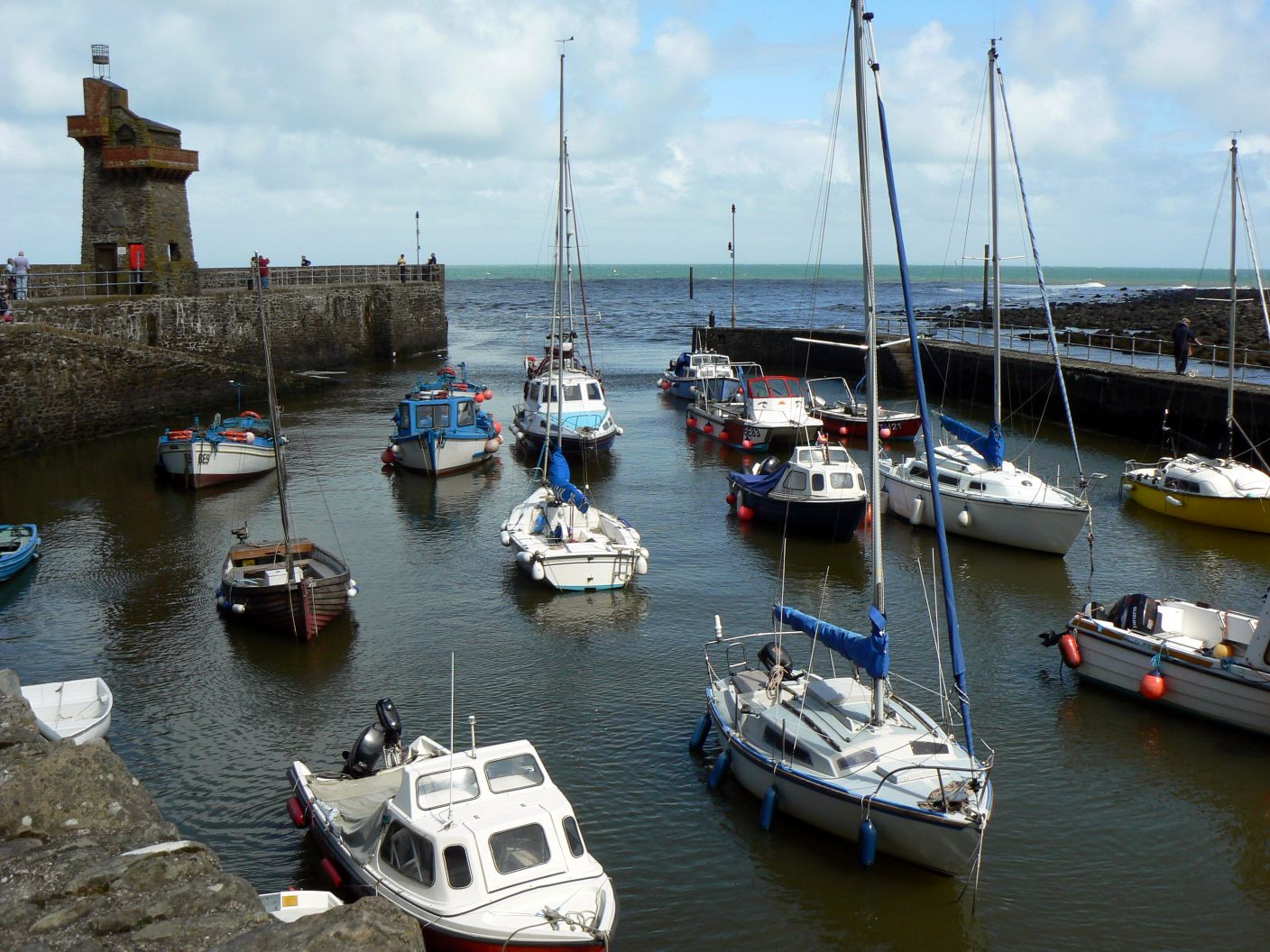
Ujście Lyn w Lynmouth

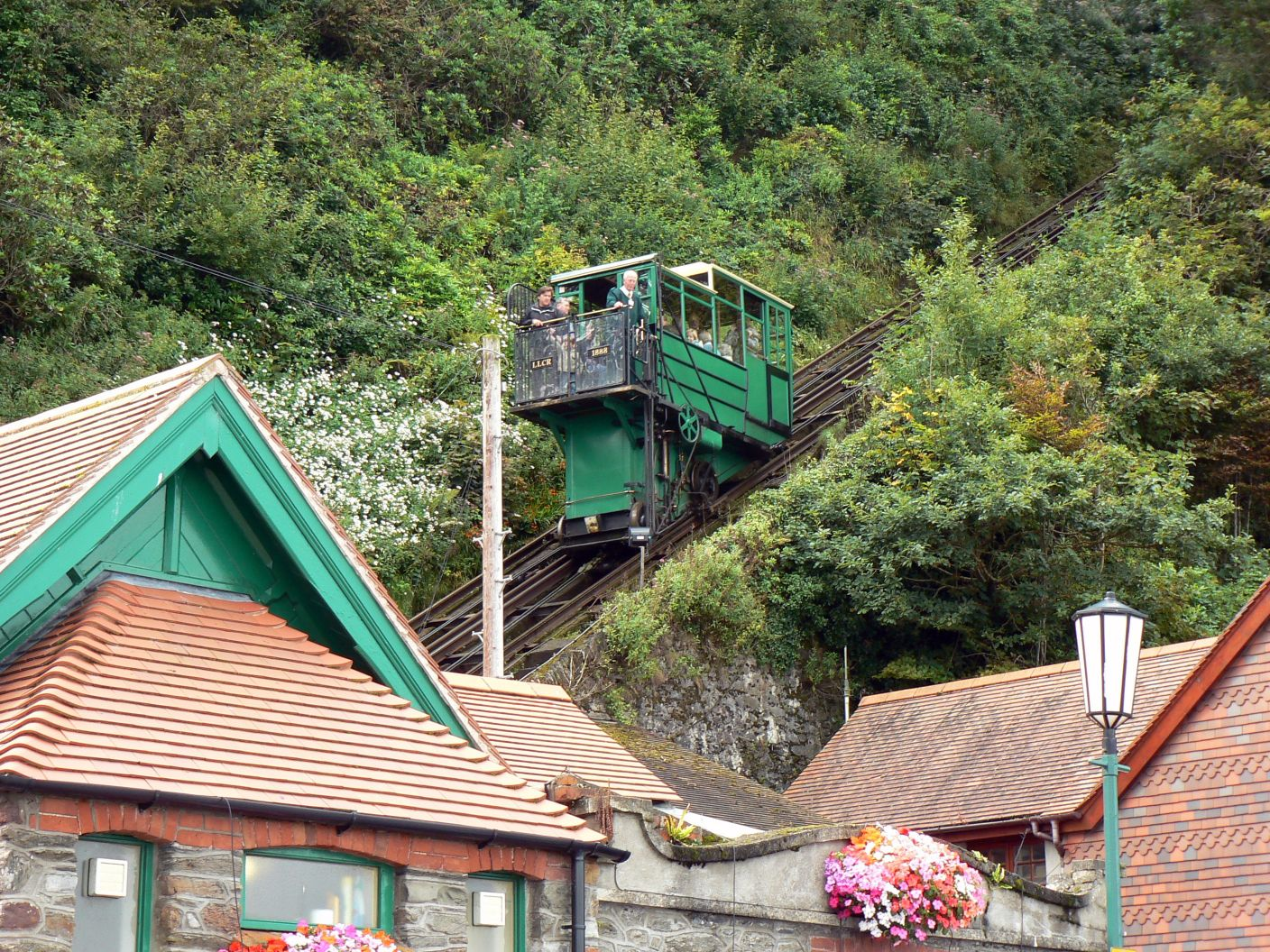
Kolejka klifowa Lynton - Lynmouth zasilana wodą z rzeki

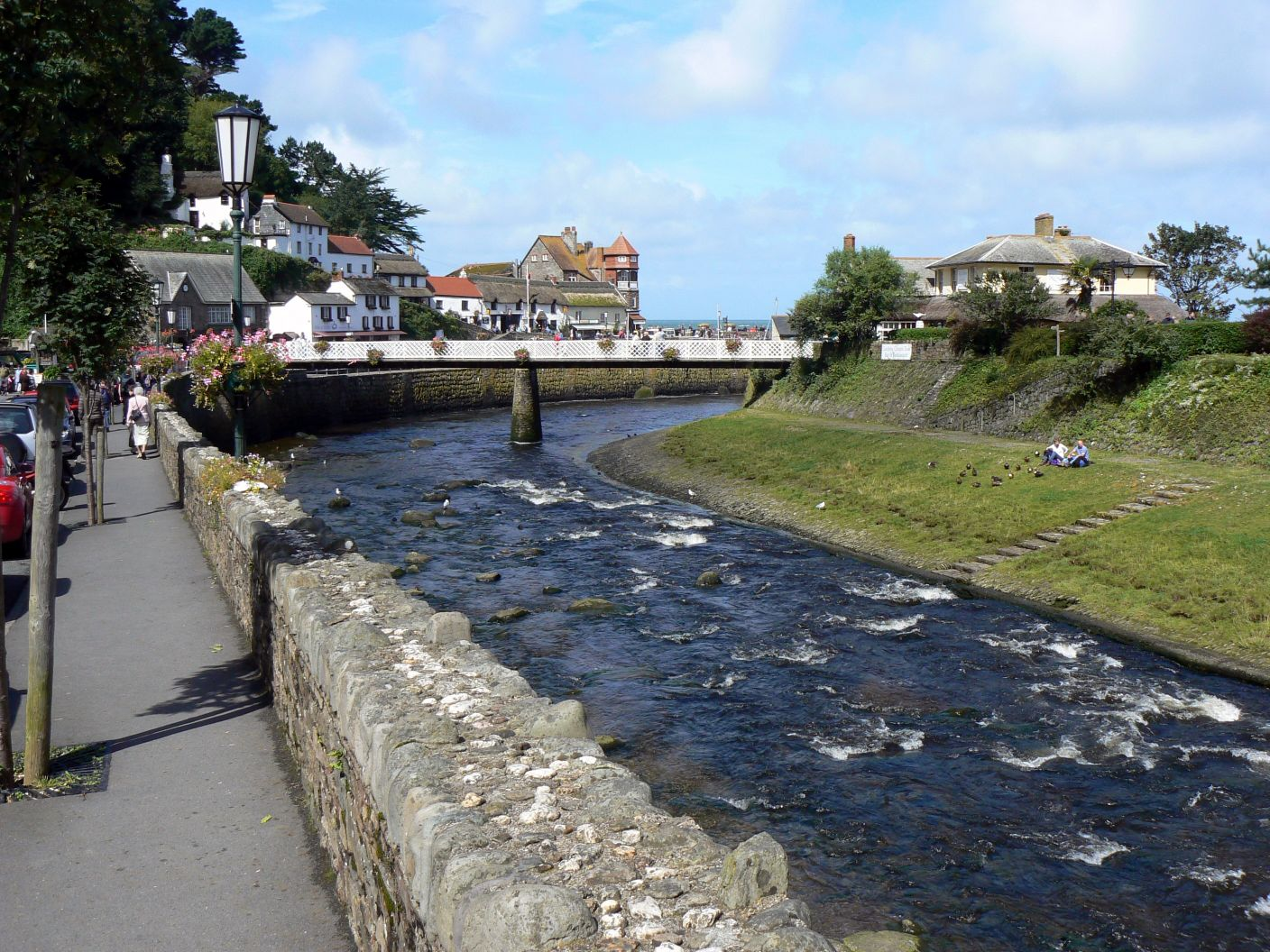
Lyn 100 m przed ujściem do Kanału Bristolskiego

Lyn – rzeka w Wielkiej Brytanii, w Anglii w hrabstwach Devon i Somerset. Bierze początek z połączenia się dwóch rzek: West Lyn i East Lyn, które łączą się w Lynmouth, kilkaset metrów przed ujściem do Kanału Bristolskiego. Łączna powierzchnia dorzecza Lyn wynosi 95 km².

## West Lyn
Jest krótszym z dopływów. Źródła rzeki znajdują się w pobliżu wioski Barbrook na wyżynie Exmoor w hrabstwie Somerset na wysokości 300 m n.p.m. Przez większą część biegu West Lyn płynie przez teren hrabstwa Devon. Rzeka jest obiektem zainteresowania naukowego; po powodzi w r. 1952 zostały odsłonięte stare formy sedymentacyjne. Na rzece zbudowana jest mała elektrownia wodna zaopatrująca w prąd Lynton i Lynmouth.
Z rzeki czerpana jest woda napędzająca wybudowaną w 1890 roku kolejkę klifową łączącą Lynton i Lynmouth. Ustawa parlamentarna zapewnia spółce eksploatującej kolej bezpłatny dostęp do wody z rzeki.

## East Lyn
Wypływa w hrabstwie Somerset na poziomie 230 m n.p.m. w pobliżu wsi Hor Oak Water. Rzekę tworzą dwa dopływy: Oare Water i Badgeworthy Water. 16 sierpnia 1952 po fali intensywnych opadów rzeką spłynęło 40 000 ton pni drzew, kamieni i brył ziemi naniesionych z terenu wyżyny Exmoor, które rzeka następnie wyrzuciła na brzeg u ujścia w Lynton i Lynmouth, doprowadzając do poważnego zniszczenia miasta oraz wiosek Barle, Exe, Heddon i Bray. Poprzednia taka powódź miała miejsce w r. 1770. Na rzece możliwe jest uprawianie wędkarstwa.

## Turystyka
Obie rzeki płyną przez teren Parku Narodowego Exmoor. Częściowo brzegami prowadzi szlak turystyczny Tarka Trail. W Lynmouth rzeka przecina szlak South West Coast Path. W Lynton mieści się minimuzeum rzeki Power of Water.